# Станция Ошмяны (агрогородок)
Станция Ошмя́ны (бел. Станцыя Ашмя́ны; до 2010 года — рус. Ошмяны, бел. Ашмя́ны) — агрогородок в Ошмянском районе Гродненской области Белоруссии. В составе Жупранского сельсовета. В агрогородке расположена станция Ошмяны.

## География
Ближайшие населённые пункты Амоляны, Жребишки, Зеленая Дубрава, Докурнишки, Новики, Новоселки, Новосяды и др.

### Гидрография
Река Кернова.

## История
В 1905 году в Ошмянском уезде Сольской волости Виленской губернии.
В 2010 году сельский населённый пункт Ошмяны Жупранского сельсовета Ошмянского района преобразован в агрогородок Станция Ошмяны (бел. Станцыя Ашмяны).

## Население

### Численность
- 2009 год — 491 житель

### Динамика
- 1999 год — 658 жителей (перепись населения)
- 2009 год — 491 житель (перепись населения)

## Культура
- Дом культуры
- Библиотека
- Музей ГУО «Докурнишская средняя школа»

## Достопримечательность
- Каплица
- Храм священномученика Петра Митрополита Крутицкого

### Памятник, скульптура
- Обелиск Воинам — землякам, погибшим в годы Великой Отечественной войны (1967)[4]